# Gorice (Dragalić)
Gorice su naselje u općini Dragalić u Brodsko-posavskoj županiji. Nalaze se jugoistočno od Dragalića, a zapadno od Visoke Grade. Prema popisu stanovništva iz 2011. godine Gorice su imali 175 stanovnika, dok su 2001. godine imale 166 stanovnika od toga 153 Hrvata. Selo je teško stradalo Domovinskom ratu. U Goricama se nalazi meteorološka postaja Državnog hidrometeorološkog zavoda .
| broj stanovnika | 173   | 186   | 226   | 276   | 305   | 373   | 356   | 392   | 440   | 400   | 366   | 324   | 249   | 220   | 166   | 175   | 126   |
|                 | 1857. | 1869. | 1880. | 1890. | 1900. | 1910. | 1921. | 1931. | 1948. | 1953. | 1961. | 1971. | 1981. | 1991. | 2001. | 2011. | 2021. |